# Mixotricha paradoxa
Mixotricha paradoxa es una especie de protista que vive como simbionte en el interior de la termita Mastotermes darwiniensis y que a su vez aloja varias especies de bacterianas simbióticas. El nombre, puesto por el biólogo australiano J.L. Sutherland, que fue el primero que describió el organismo en 1933, significa “la paradoja con los pelos mezclados”.

## Simbiosis
Mixotricha establece varias relaciones simbióticas. Al igual que sus parientes, incluyendo Trichonympha, vive en el tracto digestivo de las termitas y les facilita la digestión de la celulosa, el componente principal de la madera que estas comen. Sin Mixotricha, las termitas no podrían sobrevivir.
Mixotricha establece relaciones mutualistas con varias bacterias. Aunque presenta cuatro flagelos posteriores, Mixotricha no los usa para la locomoción, sino principalmente como timón. Para la locomoción, utiliza del orden de 250.000 Treponema spirochetes, una especie de bacteria helicoidal, que se encuentran fijadas a la superficie de la célula. Estas le proporcionan un movimiento similar al producido por los cilios. Mixotricha también aloja bacterias con forma de bacilo sobre la superficie de la célula según un patrón ordenado. Además, presenta bacterias esféricas endosimbiontes dentro de la célula que actúan como mitocondrias, de las cuales carece Mixotricha. En total, aloja cuatro especies de bacterias simbiontes. Margulis y Sagan (2001) lo consideran un organismo compuesto con cinco genomas.